# Maurice Acker
Maurice Acker (Hazel Crest, Illinois, 25 de junio de 1987) es un exjugador de baloncesto estadounidense. Con 1,73 metros de estatura, jugaba en la posición de base.

## Trayectoria deportiva
Jugó una temporada en la Universidad de Ball State y tres con los Marquette Golden Eagles y tras no ser elegido en el Draft de la NBA de 2010, comenzaría su trayectoria profesional en los Quebec Kebs de Canadá.
Más tarde, jugaría en Venezuela, Holanda, Polonia, Eslovenia y Dinamarca.
En julio de 2015 volvió a Francia, para jugar en las filas del Hyères-Toulon Var Basket de la Pro B francesa, tras jugar dos temporadas antes en las filas del ASC Denain-Voltaire PH en la misma categoría. En 2016, logra ascender a la PRO A con el club de Toulon.